# 上越ジャンクション

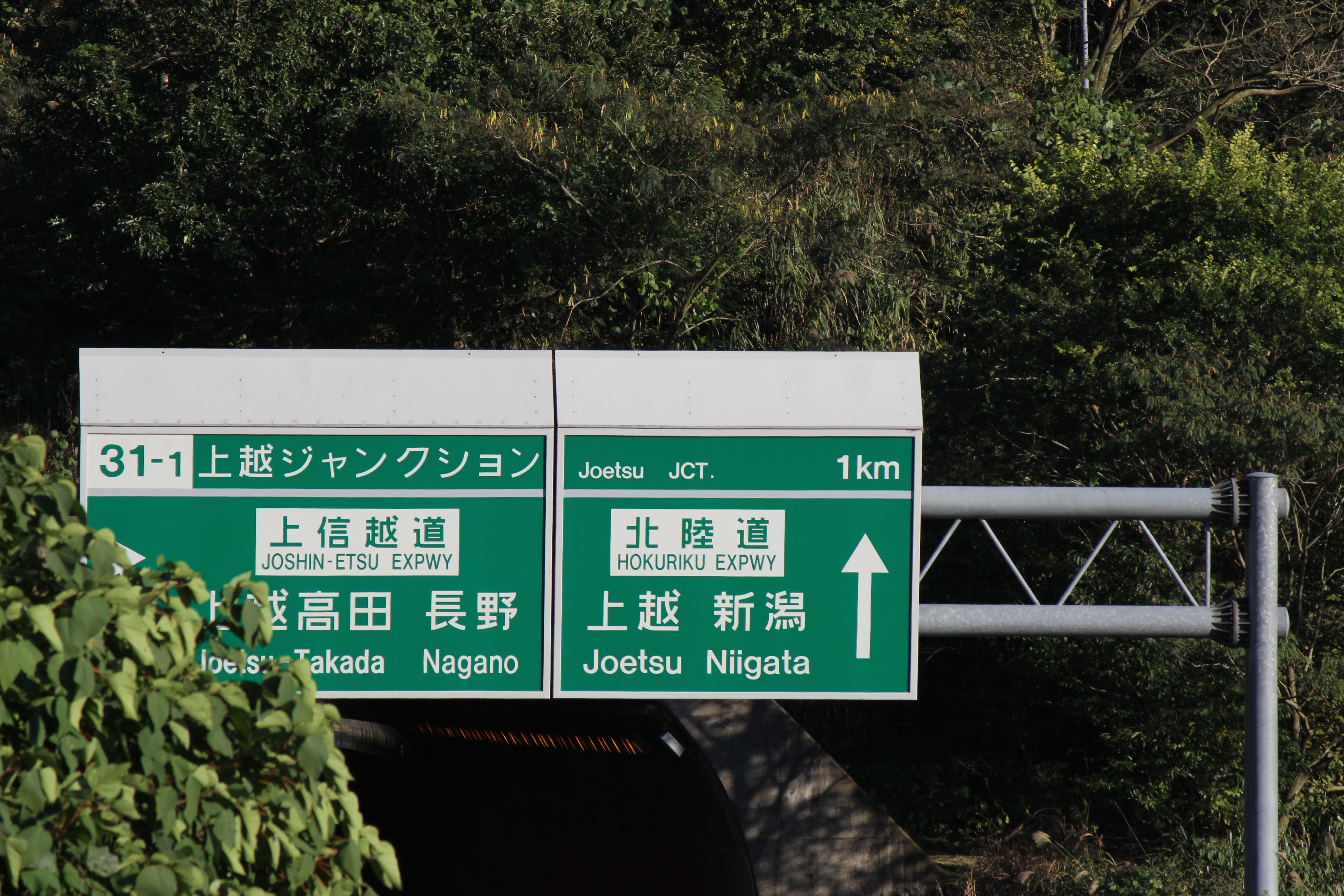
カタカナ表記の案内標識（富山方面より）

上越ジャンクション （じょうえつジャンクション）は、新潟県上越市寺にある北陸自動車道と上信越自動車道を接続するジャンクションである。
本線案内標識は、通常「JCT」と表記される多くのジャンクションとは異なる「上越ジャンクション」とカタカナ表記であるが、各分岐部の案内標識には「上越ジャンクション」の標識はなく方向案内の標識のみになっている。

## 接続する道路
- E8 北陸自動車道[1][2]（31-1番）
- E18 上信越自動車道[1][2]

## 隣
E8 北陸自動車道
(31)名立谷浜IC/SA - (31-1)上越JCT - (32)上越IC
E18 上信越自動車道
(20)上越高田IC - (31-1)上越JCT